# Rothenbach (Ems)
Der Rothenbach (im Gewässerverzeichnis als Rothebach aufgeführt) ist ein 7,459 Kilometer langer rechtsseitiger Nebenfluss der Ems. 

## Flussverlauf
Der Rothenbach entspringt am Rande der Gartenstraßensiedlung im Rietberger Ortsteil Neuenkirchen und fließt dann in südwestlicher Richtung durch Druffel. Dort ist der Bach Namensgeber für die Straße „Am Rothenbach“ und bildet die Grenze des Druffeler Siedlungsschwerpunktes gegen das Naturschutzgebiet Schellenwiese. Nachdem der Rothenbach die B64 gekreuzt hat, fließt er in Richtung Lintel, wo der Merschgraben in den Rothenbach mündet. Bei Flusskilometer 322,55 mündet der Rothenbach in die Ems.

## Charakteristik
Beim Rothenbach handelt es sich um einen typischen Flachlandbach mit geringer Fließgeschwindigkeit, wodurch die Besiedlung von Sumpfpflanzen ermöglicht wird. Während sich der Unterlauf eher naturfern ausgebaut zeigt, findet sich im Ober- und Mittellauf ein zumindest einseitiger, zum Teil aber auch beidseitiger Bestand von mitunter altholzreichen Ufergehölzen. Teilweise sind am Rothenbach zwar Ansätze naturnaher Strukturen zu finden, insgesamt ist jedoch ein eher grabenartiger Charakter vorherrschend. 
Das bei geringem Stand des Grundwassers temporär austrocknende Gewässer durchfließt größtenteils landwirtschaftlich geprägtes Gelände und tangiert im Bereich der Schellenwiese auch die Fläche einer Feuchtwiese.